# Marek Atyliusz Regulus
Marek Atyliusz Regulus, Marcus Atilius Regulus (III wiek p.n.e.), rzymski bohater, wzór patrioty, będący uosobieniem rzymskich cnót moralności i bezwzględnego dotrzymywania słowa. Polityk i wódz z czasów I wojny punickiej, konsul roku 267/266 p.n.e. i 256 p.n.e.
Podczas drugiego konsulatu dowodził wspólnie z Lucjuszem Manliuszem Wulsonem w czasie I wojny punickiej. Rozbił flotę kartagińską koło przylądka Eknomos u wybrzeży Sycylii. Pozwoliło mu to przenieść wojnę na teren Północnej Afryki. Na czele dwóch legionów gromił Kartagińczyków, m.in. pod Abydos, i zagroził ich stolicy. Postawione przez niego warunki pokoju były tak twarde, że zdesperowani Kartagińczycy postanowili walczyć nadal. Ksantippos ze Sparty, jeden z zaciężnych oficerów greckich, Spartanin z pochodzenia, zwrócił uwagę dowództwa kartagińskiego na zupełnie błędną taktykę, stosowaną przez Kartaginę w walkach z Rzymianami. Poruszeni słowami tego najemnika, dodatkowo widząc jego rzeczywistą wiedzę o dowodzeniu armią, powierzyli mu szkolenie wojska. Ksantippos przez kilka tygodni wytrwale ćwiczył armię. Mając przewagę w konnicy i słonie bojowe, postanowił wydać Rzymianom bitwę na otwartym terenie. Wiosną roku 255 p.n.e. odbyła się bitwa pod Tunesem, gdzie wojska kartagińskie całkowicie rozbiły armię Regulusa, a on sam dostał się do niewoli.

## Regulus w Kartaginie

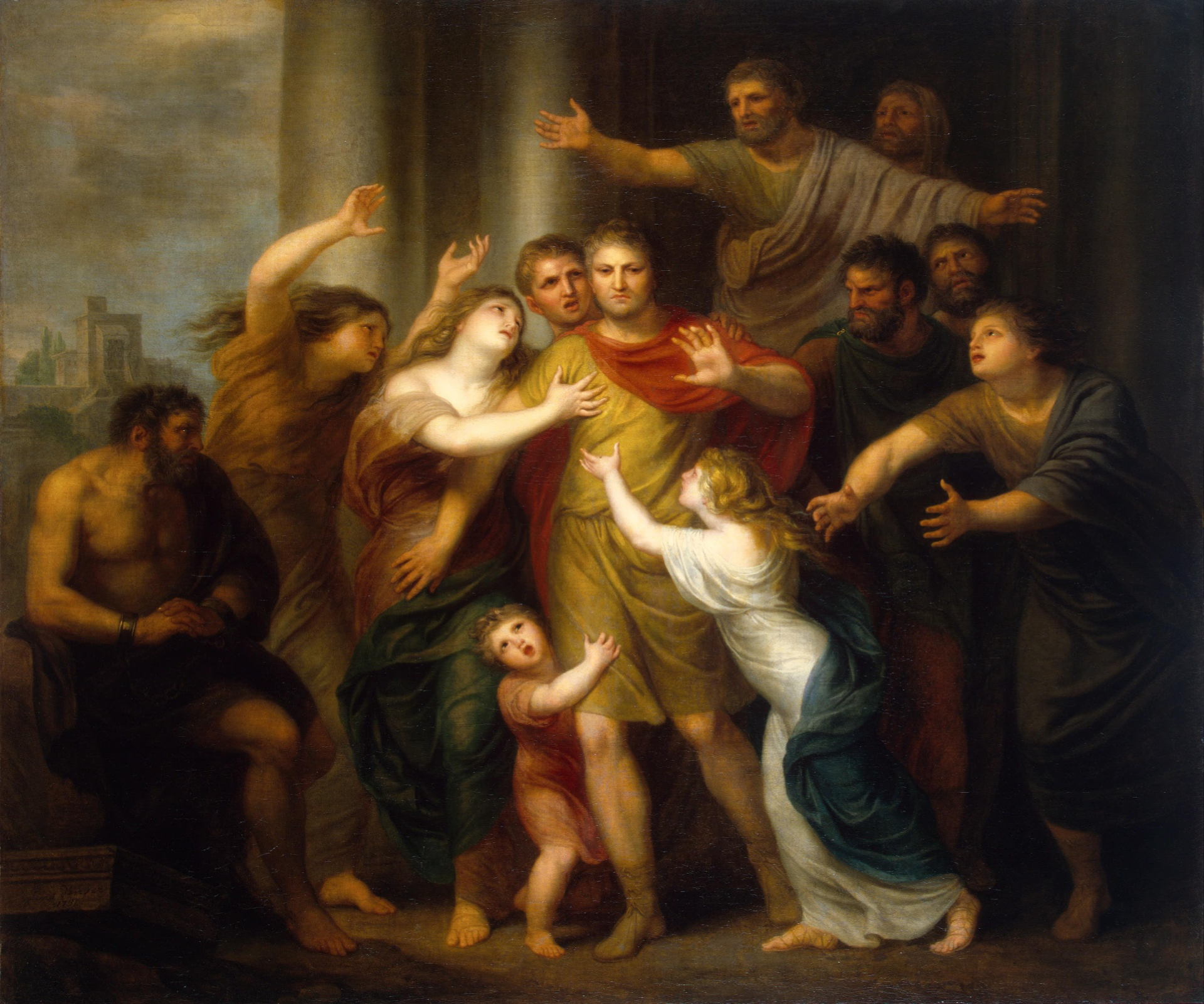
Powrót Regulusa do niewoli w Kartaginie. Andries Cornelis Lens 1791 r.

Po kilku latach (około 250 p.n.e.) Kartagińczycy wysłali do Rzymu poselstwo mające przeprowadzić rozmowy w sprawie wymiany jeńców i zawarcia pokoju. W poselstwie znalazł się również Regulus, który przyrzekł, że jeżeli nie uda się doprowadzić do zawarcia traktatu, wróci dobrowolnie do Kartaginy. Obserwacje poczynione w niewoli oraz dalszy przebieg wojny doprowadziły Regulusa do przekonania, że republika ma dużą szansę pokonać słabnącą Kartaginę, a traktat pokojowy nie byłby w tej chwili korzystny. Przemawiając w senacie radził Rzymianom albo wzmóc działania wojenne wobec Kartaginy albo zawrzeć pokój na cięższych dla Kartaginy warunkach. Kartagińczycy odrzucili uciążliwe warunki pokojowe. Regulus wierny danemu słowu powrócił do Kartaginy. Tam, według Appiana, został zamknięty w drewnianej skrzyni, do której powbijano ze wszystkich stron gwoździe. Według Poliajnosa miał zostać zamknięty w drewnianej klatce dla zwierząt i w końcu zamęczony na śmierć. Do przykładu męki Regulusa odwoływali się także chrześcijańscy pisarze. Cyceron upatruje w jego postępku doskonałego przykładu na to jakich powinności gotów jest dopełnić wielki i doniosły mąż, a także, że pożytek ojczyzny stawia on ponad pożytek osobisty:

Przybył do senatu, przedstawił, co mu było poruczone, i odmówił oddania głosu: jak długo był związany przysięgą złożoną nieprzyjacielowi, nie uważał się za senatora. Co więcej (...), oświadczył nawet, iż zwrot jeńców byłby szkodliwy; są to bowiem ludzie młodzi i dobrzy dowódcy, podczas gdy on sam jest już słabym starcem. Ponieważ rada jego przeważyła, jeńców nie wydano, on zaś wrócił do Kartaginy, przy czym nie powstrzymało go od tego ani przywiązanie do kraju ojczystego, ani miłość do swoich najbliższych.

Współcześni badacze podają w wątpliwość męczeńską śmierć Regulusa. Nie wspomina o niej Polibiusz i Diodor. Opisy męczeńskiej śmierci Regulusa upiększają późniejsi rzymscy annaliści. Niektórzy kwestionują nawet jego powrót do niewoli.